# Liste der Hochschulen in Schleswig-Holstein
Liste der Hochschulen in Schleswig-Holstein.

## Öffentliche Hochschulen

### Universitäten
| Logo | Name                                    | Träger    | Art                                            | Sitz      | Gründung | Studentenzahl WS 2018/2019 |
| ---- | --------------------------------------- | --------- | ---------------------------------------------- | --------- | -------- | -------------------------- |
|      | Christian-Albrechts-Universität zu Kiel | staatlich | Volluniversität                                | Kiel      | 1665     | 27.063                     |
|      | Universität zu Lübeck                   | staatlich | Universität                                    | Lübeck    | 1964     | 4908                       |
|      | Europa-Universität Flensburg            | staatlich | Universität (bis 1994 Pädagogische Hochschule) | Flensburg | 1946     | 5841                       |

### Kunst- und Fachhochschulen
| Logo | Name                         | Träger    | Art                   | Sitz                                                        | Gründung | Studentenzahl WS 2018/2019 |
| ---- | ---------------------------- | --------- | --------------------- | ----------------------------------------------------------- | -------- | -------------------------- |
|      | Musikhochschule Lübeck       | staatlich | Musikhochschule       | Lübeck                                                      | 1973     | 414                        |
|      | Muthesius Kunsthochschule    | staatlich | Kunsthochschule       | Kiel                                                        | 2005     | 549                        |
|      | Fachhochschule Kiel          | staatlich | Fachhochschule        | Kiel (zusätzliche Standorte in Neumünster und Osterrönfeld) | 1969     | 7830                       |
|      | Technische Hochschule Lübeck | staatlich | Technische Hochschule | Lübeck                                                      | 1969     | 5028                       |
|      | Hochschule Flensburg         | staatlich | Fachhochschule        | Flensburg                                                   | 1886     | 3867                       |
|      | Fachhochschule Westküste     | staatlich | Fachhochschule        | Heide                                                       | 1993     | 1923                       |

### Verwaltungsfachhochschulen
| Logo | Name                                                                        | Träger    | Art                                       | Sitz                   | Gründung | Studentenzahl WS 2018/2019 |
| ---- | --------------------------------------------------------------------------- | --------- | ----------------------------------------- | ---------------------- | -------- | -------------------------- |
|      | Fachhochschule für Verwaltung und Dienstleistung                            | staatlich | Fachhochschule für öffentliche Verwaltung | Altenholz und Reinfeld | 1975     | 1425                       |
|      | Hochschule des Bundes für öffentliche Verwaltung, Fachbereich Bundespolizei | staatlich | Fachhochschule für öffentliche Verwaltung | Lübeck                 | 1979     | 1272                       |

## Private Hochschulen
| Logo | Name                                | Träger | Art            | Sitz                    | Gründung                   | Studentenzahl WS 2018/2019 |
| ---- | ----------------------------------- | ------ | -------------- | ----------------------- | -------------------------- | -------------------------- |
|      | Fachhochschule Wedel                | privat | Fachhochschule | Wedel                   | 1969                       | 1305                       |
|      | Nordakademie                        | privat | Fachhochschule | Elmshorn                | 1992                       | 2403                       |
|      | Duale Hochschule Schleswig-Holstein | privat | Fachhochschule | Kiel, Lübeck, Flensburg | 1974 (seit 2018 anerkannt) | 453                        |